# آیریس اپفل
آیریس اپفل (انگلیسی: Iris Apfel; ۲۹ اوت ۱۹۲۱ – ۱ مارس ۲۰۲۴) طراح داخلی، اهالی کسب‌وکار، و طراح مد اهل ایالات متحده آمریکا بود که به خاطر شخصیت برجسته، سبک پر زرق و برق و عینک‌های بزرگش معروف بود.